# 雷岛
雷岛（法語：Île de Ré，法語發音：[il də ʁe]；普瓦图方言：Ile de Rét）位于法国西部比斯开湾中，属于滨海夏朗德省行政管辖范围内。一座长达3公里的拱形桥将雷岛同大陆连接起来。由滨海夏朗德省省会拉罗谢尔市中心乘车20分钟就可到达雷岛。因为遍布岛上的白色房子和海岸线上的晒盐场，雷岛又被称为「银岛」。

## 主要产业
雷岛以晒盐业和海产品养殖业为主。空中鸟瞰雷岛，小岛海岸线上的牡蛎养殖园和晒盐场使得雷岛的海岸线像极了农田。由于岛上有着常年温和合适的气候，有着夏季阳光明媚的海滩，小岛还吸引着众多前来渡假休闲的游客，这也使得当地的旅游业非常兴盛。